# Autostrada A17 (Belgia)
Autostrada belgiană A17 (clasificată ca E403) este o autostradă importantă din Belgia care leagă legătura între Blandain și Bruges, trecând prin Kortrijk, Roeselare și Thourout. La Bruges, este prelungită de șoseaua N31 până la Zeebrugge și portul său.

## Istoric

### Darea în folosință
- 1977: Tronsonul nod rutier Marquain – Tournai Templeuve
- 1977: Tronsonul nod rutier Aalbeke – Roeselare Izegem
- 1981: Tronsonul nod rutier Bruges (Brugge) – RN31
- 1982: Tronsonul Roeselare Izegem – Lichtervelde
- 1983: Tronsonul Lichtervelde – Ruddervoorde
- 1984: Tronsonul Ruddervoorde – nod rutier Bruges (Brugge)
- 1986: Tronsonul Tournai Templeuve – Mouscron/Dottignies (Moeskroen/Dottenijs)
- 1998: Tronsonul Mouscron/Dottignies (Moeskroen/Dottenijs) – nod rutier Aalbeke

## Traseu
| Descrierea traseului   | |             |
| A17 E403               | |             |
| Marquain               | Nod rutier între A8, N516 și A17: Paris, Lille, Aeroportul Lille, Marquain; Liège, Bruxelles, Tournai, Zona Industrială Tournai-Ouest. | A8 N516 E42 |
| 1 - Tournai-Templeuve  | Orașe deservite: Ramegnies-Chin, Roubaix, Néchin, Templeuve.                                                                           | N517        |
|                        | Pod peste Haut-Pont. |             |
|                        | Pod peste Espierre. |             |
| 2 - Estaimpuis         | Orașe deservite: Wattrelos, Estaimpuis, Pecq, Zona Industrială Dottignies.                                                             | N511        |
| 3 - Roubaix            | Orașe deservite: Roubaix, Dottignies, Estaimpuis, Herseaux.                                                                            | N512        |
| 4 - Mouscron Moeskroen | Orașe deservite: Mouscron, Dottignies, Herseaux.                                                                                       | N58         |
|                        | Granița provincială între Hainaut și Flandra de Vest. Granița regională între Valonia și Flandra.                                      |             |
| Aalbeke                | Nod rutier între A14 și A17: Lille, Mouscron; Gent, Kortrijk.                                                                          | A14 E17     |
|                        | Pod peste Lys. |             |
| 5 - Wevelgem           | Orașe deservite: Wevelgem, Bissegem, Aeroportul Kortrijk–Wevelgem.                                                                     | N8          |
|                        | Tunelul Wevelgem. |             |
| Moorsele               | Nod rutier între A19 și A17: Ypres, Menen; Kortrijk, Moorsele, Gullegem.                                                               | A19         |
|                        | Zonă de servicii: Roeselare (în ambele sensuri).                                                                                       |             |
| 6 - Roeselare-Rumbeke  | Orașe deservite: Harelbeke, Izegem, Roeselare-centru.                                                                                  | N36         |
|                        | Pod peste canalul Roulers-Lys. |             |
| 7 - Roeselare-Izegem   | Orașe deservite: Kachtem, portul Izegem, portul Roeselare.                                                                             | N382c       |
| 8 - Roeselare-Beveren  | Orașe deservite: Wingene, Beveren, Tielt, Ardooie.                                                                                     | R32 N37     |
| 9 - Lichtervelde       | Orașe deservite: Diksmuide, Lichtervelde, Koolskamp.                                                                                   | N35         |
| 10 - Torhout           | Oraș deservit: Torhout. | R34         |
| 11 - Ruddervoorde      | Orașe deservite: Ruddervoorde, Zedelgem.                                                                                               | N368        |
| Brugge                 | Nod rutier între A10 și A17: Calais, Veurne, Oostende; Bruxelles, Gent.                                                                | A10 E40     |
| A17 E403               | |             |
| N31 E403               | |             |